# Juan Carlos Rabbat
Juan Carlos Rabbat (n. 16 de junio de 1954 en Córdoba) es un empresario, académico y expolítico argentino. Principalmente conocido por ser el fundador de la Universidad Siglo 21; en su carrera política fue candidato a Intendente de la ciudad de Córdoba y Concejal de la ciudad.

## Carrera

### Como político
Rabbat comenzó su carrera política cuando era estudiante universitario de la Licenciatura en Ciencias Químicas de la Universidad Nacional de Córdoba. En 1976, fue perseguido y detenido por su militancia, durante el gobierno de facto de la Junta Militar.
En el año 1999, Rabbat fue designado en el cargo de Subsecretario de la Coordinación Interministerial de la Jefatura de Gabinete de Ministros de la Nación, durante la presidencia de Fernando de la Rúa.
En las elecciones de 2003, Rabbat fue candidato a Intendente de la ciudad de Córdoba, y, luego de ubicarse en el cuarto puesto de la votación, accedió a una banca como parlamentario en el Concejo Deliberante de la ciudad.
En el año 2005, el entonces Intendente Luis Juez, lo designó Secretario de Relaciones Internacionales y Cooperación Internacional, en 2006, debido a que Eduardo Mundet, el entonces Rector de la Universidad Siglo 21 dejó su cargo para sumarse al Gobierno Provincial, Rabbat decidió alejarse de la actividad política y asumió nuevamente como Rector de dicha casa de estudios, para volver a sus funciones como académico y educador, y liderar el proyecto de desarrollo del Campus universitario diseñado por César Pelli.

### Como académico y empresario
En 1982, Rabbat fue miembro fundador del Instituto de Estudios Superiores IES21, institución de la que fuera Rector hasta 1989.
Rabbat fue fundador de la Universidad Siglo 21, y asumió como Rector de la misma desde su lanzamiento en 1995 hasta el año 2000. Tuvo a su cargo un segundo periodo como Rector de la institución entre 2007 y 2014.
En 2014 cofundó Capabilia, una plataforma de capacitación online, con la que se desarrolló la FCB Universitas del Fútbol Club Barcelona.
En 2020 lanzó R'Evolution Group, un grupo de instituciones de educación superior.
Actualmente es Mentor de la Licenciatura en Educación de la Universidad Siglo 21.

### Premios y distinciones
- En 2011 recibió el premio de Empresario Destacado en Servicios que otorga La Voz del Interior.[12]
- En 2018 recibió el premio Fulvio Rafael Pagani a la Sustentabilidad Emprendedora de Fundación E+E.[13]
- En 2018 recibió el premio de Empresario del Año que otorga la revista Punto a Punto.[14]
- En 2018 recibió el premio Líderes para el Desarrollo: Gobernador Enrique Tomás Cresto, por parte del Senado de la Nación Argentina.[15]